# Forever you (專輯)
《forever you》，是日本樂團ZARD第6張專輯。1995年3月10日發行。

## 内容
- 本作品首次收录翻唱为其他艺人（DEEN）提供的歌曲（第10首歌曲）。
- 封面是ZARD主唱坂井泉水的特写，到为止没有坂井的特写照片。另外，封面照片不是1995年发行的当时作品，而是在第三张专辑《HOLD ME》（1992年）的时候。
- 另外，原创专辑的歌曲有6首以上也是到这张专辑为止，到为止，原创专辑的歌曲有3首左右。（翻唱除外）。
- 专辑《HOLD ME》开始的ZARD“Z”中加入“~”（波线）的设计标志，在这张专辑中之后就没有再使用。
- 专辑初登场空降冠军，首周售出约62万张，通算在榜35周，累计售出177.4万张，成为1995年专辑年榜第4位，坂井泉水逝世后再上榜。

## 收录曲
全演唱作词由坂井泉水担当。
1. 现在立刻来见我 (日語：今すぐ会いに来て)
作曲：栗林誠一郎
編曲：明石昌夫 
没有前奏，从一开始就是A旋律，是摇摆节奏的歌曲。也收录在出道25周年发行的精选专辑《ZARD Forever Best～25th Anniversary～》中。
2. 脱去高跟鞋 (日語：ハイヒール脱ぎ捨てて)
作曲：栗林誠一郎
編曲：明石昌夫
3. Forever you (日語：Forever you)
作曲：織田哲郎
編曲：明石昌夫
本作的同名主打歌。坂井逝世后，“不否定过去的自己，有现在的自己，多亏了一直以来支持着我的身边的人们”这样的真实经历成了歌词的来源。1999年发售的精选专辑《ZARD BEST～Request Memorial〜》中排名第9，收录在2008年发售的《ZARD Request Best～beautiful memory～》中也排名第26，收录在2016年发售的《ZARD Forever Best～25th Anniversary～》中。
4. 不会再从回忆中逃离了 (日語：もう逃げたりしないわ 想い出から)
作曲：栗林誠一郎
編曲：明石昌夫
5. 好想感受你的存在 (日語：あなたを感じていたい)
作曲・編曲：織田哲郎
第13张单曲A面。
6. 轻松地前行吧 (日語：気楽に行こう)
作曲：栗林誠一郎
編曲：池田大介
7. I'm in love (日語：I'm in love)
作曲：織田哲郎
編曲：池田大介
8. 明明離你那麼的近 (日語：こんなにそばに居るのに)
作曲：栗林誠一郎
編曲：明石昌夫、池田大介

第12张单曲A面。
9. Just believe in love (日語：Just believe in love)
作曲：春畑道哉
編曲：葉山たけし 
第14张单曲A面。
10. 不要转移视线 (日語：瞳そらさないで)
作曲：織田哲郎
編曲：明石昌夫

## 参加者
ZARD
- 坂井泉水：Vocal

Additional Musician
- 栗林誠一郎（日语：栗林誠一郎）：Guest Voices
- 大黑摩季：Guest Voices
- 川岛美香（日语：川島だりあ）：Guest Voices
- 生沢佑一（日语：生沢佑一）：Guest Voices
- 牧穂エミ（日语：牧穂エミ）：Guest Voices